# Labarrère
Labarrère ist eine Ortschaft und eine ehemalige französische Gemeinde mit 188 Einwohnern (Stand: 1. Januar 2022) im Département Gers in der Region Okzitanien (bis 2015: Midi-Pyrénées). Sie gehörte zum Arrondissement Condom und zum Kanton Montréal.
Mit Wirkung vom 1. Januar 2016 wurden die bisherigen Gemeinden Castelnau-d’Auzan und Labarrère zu einer Commune nouvelle mit dem Namen Castelnau d’Auzan Labarrère zusammengeschlossen. Lediglich Labarrère wurde in der neuen Gemeinde der Status einer Commune déléguée zuerkannt. Der Verwaltungssitz befindet sich in Castelnau-d’Auzan.

## Demographie
| Jahr      | 1962 | 1968 | 1975 | 1982 | 1990 | 1999 |
| --------- | ---- | ---- | ---- | ---- | ---- | ---- |
| Einwohner | 298  | 323  | 279  | 251  | 249  | 250  |